# Bakkeforglemmigej
Bakkeforglemmigej (Myosotis ramosissima), ofte skrevet bakke-forglemmigej, er en enårig, 5-15 centimeter høj plante i rublad-familien. Den har blå, tragtformet krone, der er 2-3 millimeter i diameter. Bægeret har udstående, krogformede hår. Ved frugtmodning er frugtstilkene vandret udstående og af længde med bægeret.
I Danmark er bakkeforglemmigej temmelig almindelig på skrænter og sandede overdrev. Den blomstrer i april og maj.